# Lendou-en-Quercy
Lendou-en-Quercy é uma comuna francesa na região administrativa da Occitânia, no departamento de Lot. Estende-se por uma área de 42.46 km², e possui 638 habitantes, segundo o censo de 2018, com uma densidade de 15 hab/km².
Foi criada, em 1 de janeiro de 2018, a partir da fusão das antigas comunas de Saint-Cyprien, Saint-Laurent-Lolmie e Lascabanes.